# Горіння вуглеводнів
Горіння — характерна для всіх вуглеводнів швидка окисно-відновна реакція, що супроводжується інтенсивним виділенням у навколишнє середовище теплової й світлової енергії. Загальними властивостями вуглеводнів є те, що вони під час горіння виробляють водяну пару, вуглекислий газ і тепло, і що для горіння потрібен кисень. Розрізняють повне й неповне горіння речовин, у тому числі й вуглеводнів. Речовини, які горять, називаються паливом. Найпоширенішими прикладами вуглеводневого палива є природний газ, зріджений газ, гас, дизельне паливо, мазут тощо. 
Спалювання вуглеводнів у наш час є основним світовим джерелом енергії. Цей процес використовується при виробництві електроенергії, опаленні і в транспорті. Часто ця енергія використовується безпосередньо як тепло, наприклад, у домашніх обігрівачах, які використовують нафту або природний газ. Тепло, що виділяється при спалюванні вуглеводнів, використовується для нагріву води, яка потім циркулює. Аналогічний принцип використовується для створення електроенергії на електростанціях.

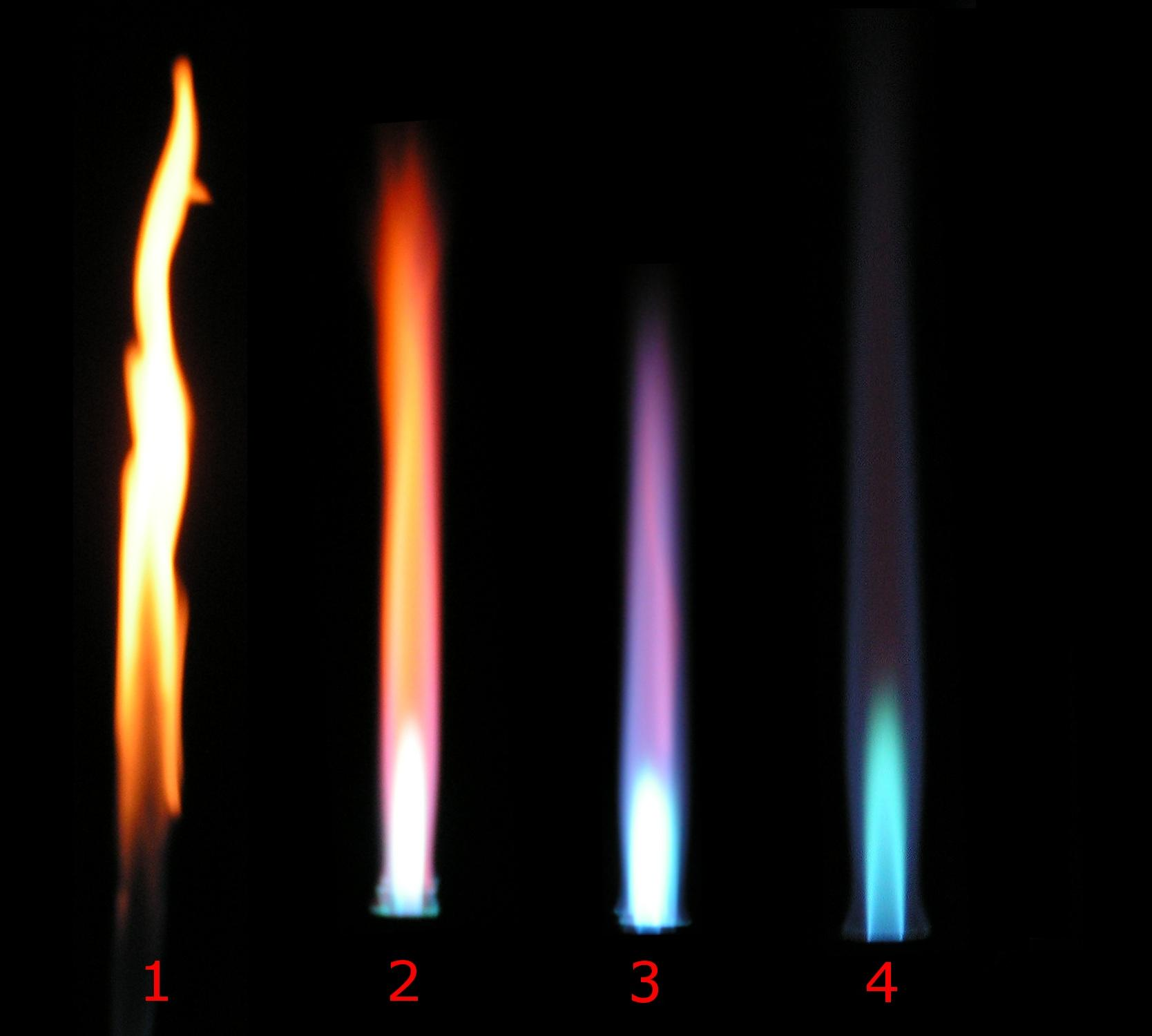
Різні кольори та форми полум’я при згоранні метану в пальнику Бунзена в залежності від кількості повітря, що подається до сопла.
1 немає повітря
2 мало повітря
3 багато повітря
4 максимальний потік

## Горіння насичених вуглеводнів
Найпростіший вуглеводень метан на повітрі горить блакитним полум'ям. Під час його горіння виділяється велика кількість теплоти. Реакцію горіння метану можна описати наступним термохімічним рівнянням: 
{\displaystyle {\ce {{CH4}+ 2O2 -> CO2 + 2H2O}}},  ΔΗ = -890,3 кДж
Якщо кисню для горіння недостатньо або під час горіння немає належного доступу повітря, колір полум'я стає яскраво-жовтим. Такий колір обумовлений світінням розжарених часточок вуглецю, які швидко згоряють. При мінімальному надходженні повітря утворюються сажа і водяна пара:
{\displaystyle {\ce {{CH4}+ O2 -> C + 2H2O}}}
Метан — основний компонент природного газу, що використовується для опалення та виробництва електроенергії. Інший широковідомий паливний вуглеводень, яким заповнюють газові балони автомобілів і балони для побутових газових плит — зріджений нафтовий газ. Основними компонентами його є пропан і бутан. У випарованому стані при атмосферному тиску зріджений газ має вищу теплотворну здатність ніж природний газ.
Зі зростанням молекулярної маси вуглеводнів полум'я стає більш яскравим. Це обумовлено збільшенням масової частки вуглецю в них. Парафінова свічка, на відміну від метану, горить яскраво-жовтим полум’ям навіть при належному доступі повітря, що також зумовлено світінням розжарених часточок вуглецю. Горіння будь-якого лінійного алкану з n атомів вуглецю можна описати наступною формулою:
{\displaystyle {\ce {C}}_{n}{\ce {H}}_{2n+2}+\left({{3n+1} \over 2}\right){\ce {O2->}}n{\ce {CO2}}+(n+1){\ce {H2O}}}

## Горіння ненасичених і ароматичних вуглеводнів

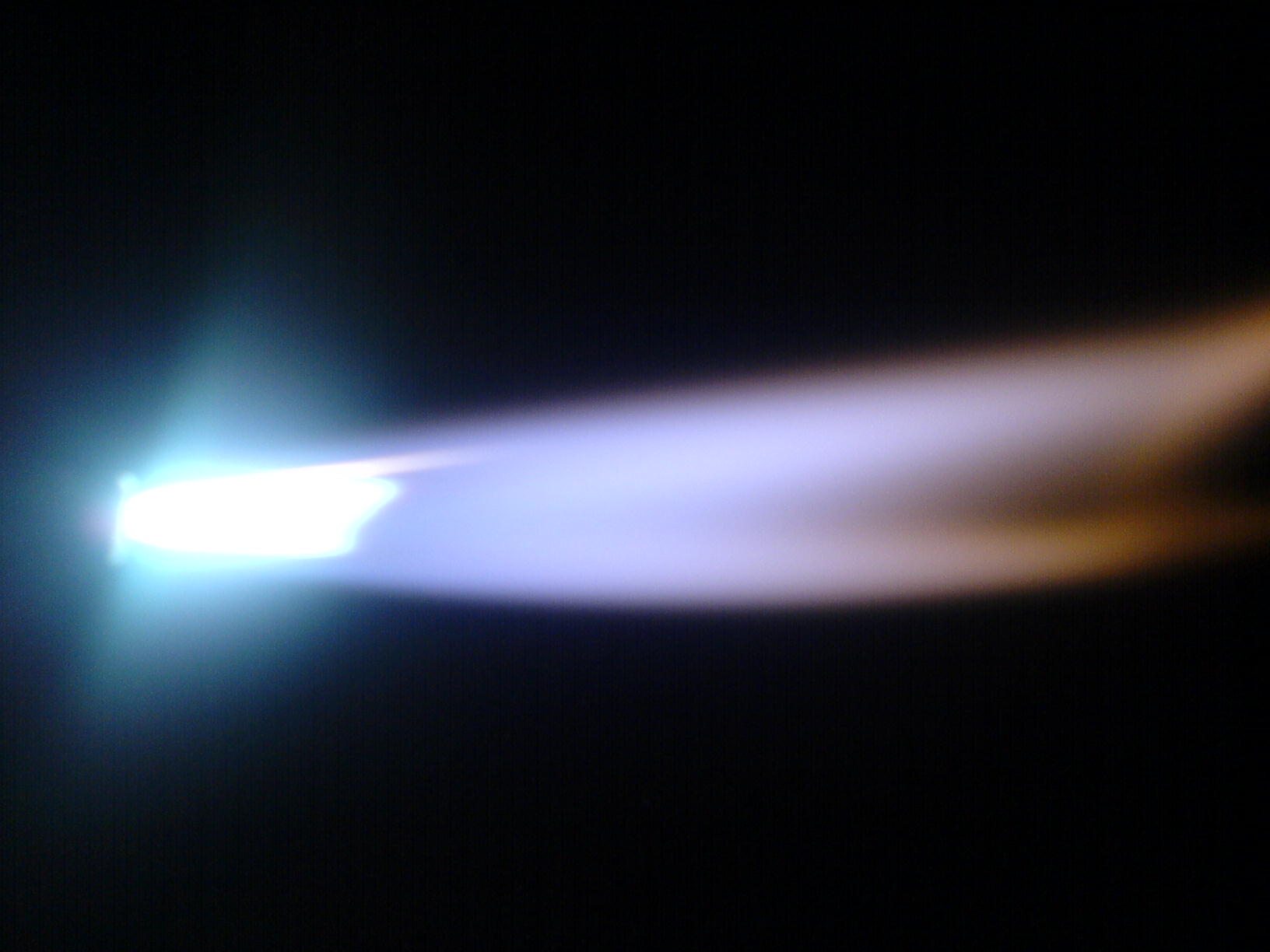
Горіння ацетилену в кисні

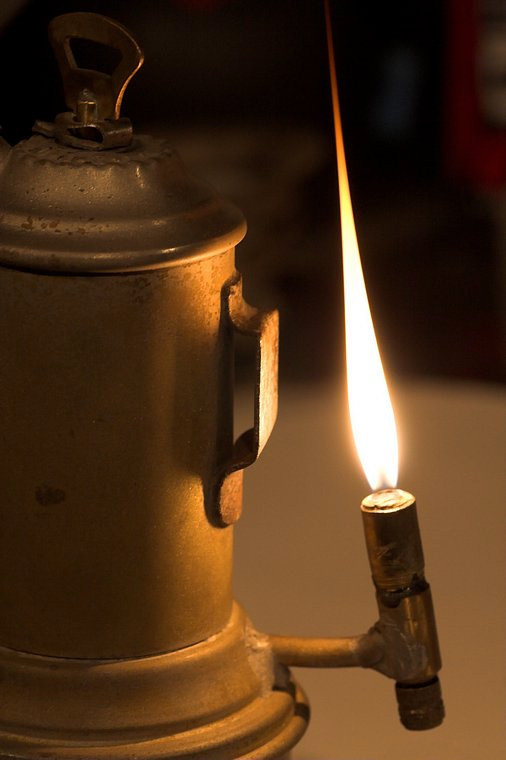
Карбідна (ацетиленова) лампа горить жовтим кіптявим полум'ям

Горінню піддаються як насичені, так і ненасичені і ароматичні вуглеводні. 
Етилен, так само як і насичені вуглеводні, горить на повітрі з утворенням вуглекислого газу і води. На повітрі він горить яскравим сліпучим полум’ям. Термохімічне рівняння реакції показує, що процес горіння є екзотермічним:
{\displaystyle {\ce {{C2H4}+ 3{O2}-> 2CO2 + 2H2O,}}}  ΔΗ = -1411,3 кДж
Ацетилен та бензол на повітрі горять яскравим кіптявим полум’ям. Коптіння полум’я зумовлено утворенням сажі через неповне згоряння цих вуглеводнів.
Оскільки масова частка вуглецю в ацетилені (C2H2) і бензолі (C6H6) значно більша, ніж в метані (CH4), то під час його горіння значна частина атомів вуглецю не встигає повністю окислитись до вуглекислого газу і виділяється у вигляді сажі (кіптяви). 
У чистому кисні ацетилен горить сліпучо-яскравим полум’ям з виділенням великої кількості теплоти:
{\displaystyle {\ce {2{C2H2}+ 5{O2}-> 4CO2 + 2H2O,}}}   ΔΗ = -2610 кДж
Температура в полум'ї горіння ацетилену сягає майже 3000 °С. Завдяки чому його використовують для зварювання і різання металів.

## Неповне згоряння вуглеводнів
Якщо кисню для горіння недостатньо або під час горіння немає належного доступу повітря, то продукти горіння можуть бути іншими. Замість вуглекислого газу може утворюватися чадний газ — СО, або сажа (амфотерний вуглець). При неповному (частковому) згорянні вуглеводню з киснем утворюється газова суміш, що містить переважно CO
2, CO, і H
2. Такі газові суміші зазвичай використовують як захисні атмосфери для термічної обробки металів або для газової карбонізації сталі. Загальне рівняння реакції неповного згоряння одного моля вуглеводню в кисні:
{\displaystyle {\ce {{C_{\mathit {x}}H_{\mathit {y}}}+{{\mathit {z}}O2}->{{\mathit {a}}CO2}+{{\mathit {b}}CO}+{{\mathit {c}}H2O}+{{\mathit {d}}H2}}}}
Коли коефіцієнт z падає нижче приблизно 50% стехіометричного значення, то серед продуктів реакції може бути CH
4, а коли нижче 35% від стехіометричного значення — елементарний вуглець.  

## Горіння альдегідів
При достатній кількості кисню, етаналь горить (окиснюється) з утворенням вуглекислого газу і води.
{\displaystyle {\ce {2H3C-COH + 5 O2 = 4CO2 +4H2O}}}

## Горіння рідких і твердих вуглеводнів
Серед рідких вуглеводнів розрізняють легкозаймисті й горючі. До легкозаймистих належить бензин — суміш рідких алканів із вмістом атомів вуглецю в молекулах від 5 до 11 атомів. До горючих вуглеводнів належить мазут із вмістом атомів вуглецю в молекулах понад 20 атомів. 
Горіння рідкого палива в окислювальній атмосфері фактично відбувається в газовій фазі. Горить пара, а не рідина. Тому зазвичай рідина загоряється лише при температурі вище її температури спалаху. Температура спалаху рідкого палива — це найнижча температура, при якій воно може утворювати горючу суміш з повітрям. Це мінімальна температура, при якій у повітрі достатньо випаровуваного палива для початку горіння. 
При горінні твердих вуглеводнів, зокрема парафінів, паливо нагрівається до температури спалаху, а потім до температури вогню. Займисті гази починають виділятися в процесі, подібному до сухої дистиляції. 